# Букино (Харьковская область)
Букино (укр. Букине) — село, Оскольский сельский совет, Изюмский район, Харьковская область.
Население по переписи 2001 года составляет 8 (3/5 м/ж) человек.

## Географическое положение
Село Букино находится на расстоянии в 2 км от места впадения реки Оскол в реку Северский Донец, в 5-и км выше по течению реки Оскол расположено село Оскол, на противоположном берегу реки Северский Донец расположено село Синичино.
Вокруг села большой лесной массив (сосна).
Через село проходит железная дорога, станция Букино.

## История
- 1700 — дата основания.